# Guadalupe Trinidad
Guadalupe Trinidad är en ort i Mexiko.   Den ligger i kommunen Ocosingo och delstaten Chiapas, i den sydöstra delen av landet, 900 km öster om huvudstaden Mexico City. Guadalupe Trinidad ligger 887 meter över havet och antalet invånare är 237.
Terrängen runt Guadalupe Trinidad är kuperad åt nordost, men åt sydväst är den bergig. Runt Guadalupe Trinidad är det glesbefolkat, med 16 invånare per kvadratkilometer. Närmaste större samhälle är San Bartolo, 10,5 km sydost om Guadalupe Trinidad. I omgivningarna runt Guadalupe Trinidad växer i huvudsak städsegrön lövskog.